# Завод-Корецкий
Заво́д-Коре́цкий — деревня в Гордеевском районе Брянской области, в составе Гордеевского сельского поселения. Расположена в 7 км к югу от села Гордеевка, на реке Поконке при её впадении в Ветку (рукав Ипути). Население — 222 человека (2010).
Имеется отделение связи, сельская библиотека.

## История
Основана в 1720-х годах Петром Корецким как рудня; позднее переходит к Жураковским (казачьего населения не имела). Входила в приход села Жовнец.
До 1781 года входила в Новоместскую сотню Стародубского полка; с 1782 по 1921 в Суражском уезде (с 1861 — в составе Гордеевской волости); в 1921—1929 в Клинцовском уезде (та же волость). Около 1890 была открыта школа грамоты.
С 1929 года в Гордеевском районе, а в период его временного расформирования (1963—1985) — в Клинцовском районе. С 1919 до 2005 года — центр Заводо-Корецкого сельсовета. Во второй половине XX века велась добыча торфа.